# Augustin
Augustin este un prenume masculin sau un nume de familie.

## Prenume
- Augustin de Hipona, teolog și filosof din nordul Africii
- Augustin de Canterbury, arhiepiscop de Canterbury
- Augustin Fresnel (1788-1827), fizician francez
- Augustin Louis Cauchy (1789-1857), matematician francez
- Augustin Bunea (1857-1909), istoric român, academician
- Augustin Pacha (1870-1954), episcop de Timișoara, deținut politic
- Augustin Presecan (1933-1978), arhitect urbanist
- Augustin Buzura (1938-2017), scriitor român
- Augustin Lazăr (n. 1956), procuror român
- Augustin Viziru (n. 1980), actor român

## Nume
- Francisc Augustin (1906-1983), cleric romano-catolic, deținut politic
- Ionel Augustin (n. 1955), fotbalist